# Tobias Heller
Tobias Heller (* 27. Januar 1994) ist ein Schweizer Unihockeyspieler, der beim Nationalliga-A-Verein Grasshopper Club Zürich unter Vertrag steht.

## Karriere

### Verein
Heller wurde beim UHC Bassersdorf ausgebildet und wechselte später in den Nachwuchs der Kloten-Bülach Jets, wo er 2011 sein Debüt in der höchsten Schweizer Spielklasse gab.
Nach dem Abstieg der Kloten-Bülach Jets wechselte der Offensivverteidiger zum Grasshopper Club Zürich.

### Nationalmannschaft
2012 wurde Heller erstmals für die U19-Nationalmannschaft aufgeboten und nahm mit ihr an der Euro Floorball Tour teil und ein Jahr später an der Weltmeisterschaft.
Heller debütierte 2017 erstmals für die Schweiz Nationalmannschaft unter David Jansson. Er nahm mit der Schweiz an den Weltmeisterschaften 2018 und 2020 teil.